# Molecube
Als Molecubes bezeichnen Hod Lipson, Victor Zykov, Bryant Adams und Efstathios Mytilinaios, Cornell University ihren Versuch aus dem Jahr 2005, einen Roboter zu bauen, der sich selbst reproduzieren kann.

## Beschreibung
Molecubes bestehen aus einer Reihe von Würfeln. Dabei handelt es sich um jeweils identische Maschinen die das vollständige Computerprogramm für die Replikation beinhalten. Die Außenseiten der Würfel sind mit Elektromagneten ausgestattet, so dass sie sich miteinander verbinden und wieder lösen können. Eine Robotereinheit besteht dabei aus mehreren miteinander verbundenen Würfeln. Die einzelnen Würfel sind entlang einer Diagonale in zwei Hälften geteilt, was es dem Roboter erlaubt sich zu wenden und die Konfiguration zu ändern. So ist beispielsweise eine turmartige Anordnung der Würfel in der Lage, sich rechtwinklig zu biegen, um so einen anderen Würfel aufzunehmen. Die Würfel weisen eine Seitenlänge von ungefähr 10 Zentimetern auf.
Die Reproduktion wird angestoßen, indem beispielsweise die Turmform aus vier Würfeln geknickt, der obere Würfel entfernt und neben dem Roboter auf der Fläche abgelegt wird. Die verbliebenen drei Module beginnen nun aus einer Nachschubstation neue Würfel aufzunehmen und dem einzelnen Modul hinzuzufügen. Der Vorgang wird so lange wiederholt, bis der Roboter neben sich ein von der Ausgangsform her identisches Abbild geschaffen hat und wieder als Turm aus vier Würfeln besteht. Der Roboter ist nicht in der Lage etwas höheres aufzustapeln als er selbst hoch ist, daher wird die Reproduktion aktiv von seinem Klone unterstützt, beide arbeiten quasi zusammen.
Die Würfel selbst bestehen aus 2 drehbaren Hälften, in der einen der Mikroprozessor, der die Intelligenz hinter dem Ganzen darstellt, in der anderen der Motor zum Drehen des Gelenks.
Energie bekommen die einzelnen Würfel über die Tischplatte, auf der sie stehen. Sie haben keine andere Funktion als eine bestimmte Würfelanordnung zu reproduzieren.
Es handelt sich daher auch nicht um eine wirkliche Reproduktion von Robotern ohne fremde Hilfe. Das Experiment zeigt jedoch, dass ein Roboter in der Lage ist aus vorhandenen Bauteilen ein Abbild herzustellen.
Da die Roboter in der Lage sind ohne menschliches Eingreifen Kopien von sich selbst herzustellen oder sich auf diese Weise zu reparieren, wäre ein gedachtes Anwendungsgebiet beispielsweise für Maschinen im Weltraum, auf dem Meeresboden oder an für Menschen unzugänglichen oder nuklear verstrahlten Gebieten.